# Sepsis validiseta
Sepsis validiseta är en tvåvingeart som beskrevs av Oswald Duda 1926. Sepsis validiseta ingår i släktet Sepsis och familjen svängflugor. Inga underarter finns listade i Catalogue of Life.